# Mangaanblauw
Mangaanblauw is een blauw pigment.

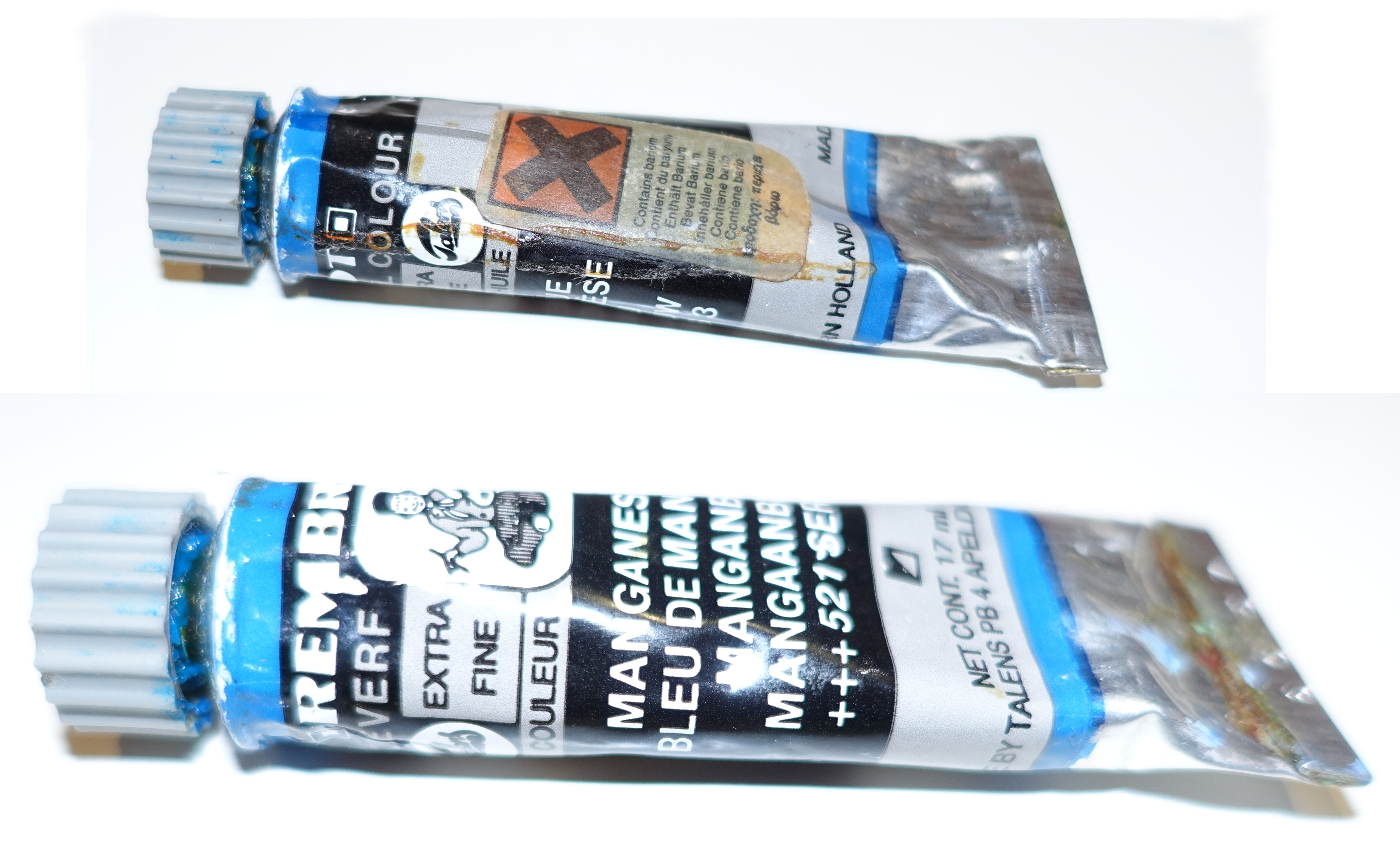
Een tube mangaanblauwe olieverf van Talens, voor en achterzijde. Op de waarschuwing staat "Bevat Barium"

In 1935 werd door IG Farben een nieuw blauw pigment gepatenteerd onder de naam "mangaanblauw". Het was een bariummanganaat(VI)sulfaat met de formule BaMnO4·BaSO4. Het werd gemaakt door calcinatie van natriumsulfaat, kaliumpermanganaat en bariumnitraat bij een temperatuur van 750 tot 800 °C. Van de stof wordt 89% door het sulfaat uitgemaakt en 11% door het manganaat. Het kleurend vermogen van de verbinding was al in 1869 ontdekt. In 1907 was een productiemethode gepubliceerd. Toen IG Farben in 1951 opgesplitst werd ging de productie verder bij Farbwerke Franz Rasquin en G. Siegle & Co GmbH.
Het voordeel van het pigment was dat het de primaire kleur blauw, cyaan, ook in meer dekkende lagen zeer dicht benaderde. Andere blauwe pigmenten, zoals ftaloblauw, konden cyaan ook benaderen maar alleen door een glacis of door een witmenging, zodat het of te doorzichtig of te dekkend werd. Wegens deze unieke halfdekkende tint, werd mangaanblauw vooral geliefd in de olieverftechniek. Het was een goedkoper en verzadigder alternatief voor kobaltblauw of ceruleumblauw. Daarom werd het ook wel "mangaanceruleumblauw" genoemd. Vermengd met geel leverde het zeer zuivere groenen op. Door restaurateurs werd het pigment sinds de jaren tachtig ingezet voor retouches van afgebladderde lagen azuriet in middeleeuwse en vroegmoderne schilderijen. Niet alleen kwam de tint goed overeen, mangaanblauw is ook niet-metameer, dat wil zeggen dat de tint niet speciaal verandert ten opzichte van andere pigmenten als het licht waarmee het schilderij beschenen wordt van kleurtoon verandert. Dat is relevant bij museumopstellingen die meestal lamplicht gebruiken. Een verdere toepassing was in de bouw. Wegens de koele tint werd het toegevoegd aan cement, als "kleurcorrectie" om de gelige kleur daarvan te compenseren. Daarom werd het ook "cementblauw" genoemd. In 1999 werd de commerciële productie echter beëindigd. Dergelijke mangaanverbindingen kunnen tot neurologische problemen leiden en de Duitse overheid verbood de fabricage ter bescherming van de arbeiders. Sommige verffabrikanten hadden echter nog voorraden en tot minstens 2017 werd het pigment verwerkt als tubeverf verkocht. Kremer Pigmente levert nog wel kleine hoeveelheden pigmentpoeder speciaal aan restaurateurs. Fabrikanten gebruiken de naam tegenwoordig meest voor een imitatie of hue, vaak op basis van ftaloblauw, waarin men tracht de tint zo dicht mogelijk bij cyaan te brengen. Dat heeft zijn nut omdat veel gebruikers niet beseffen dat de verzadiging van ftaloblauw eerst toeneemt bij witmenging.
Mangaanblauw is zeer goed lichtecht. Groenige verkleuringen die soms gemeld worden, zijn niet het gevolg van een kleurverandering van het pigment op zich maar van een vergeling van de lijnolie. De kleurkracht is matig en een laag mangaanblauw lijkt daarmee op een half-transparante pasta. Het is halfdekkend. Verwerkt als verf is het goed bestand tegen zuren en alkaliën maar in poedervorm kunnen zich hevige reacties voordoen. Als poeder is er ook een brandgevaar. Het is kalkbestendig en dus geschikt voor fresco. Het is niet oplosbaar in water. Het werkt als een katalysator zodat het de droging van olieverf versnelt. In waterverf vlokt het uit. Het kan de gezondheid bij chronische blootstelling schade toebrengen, vooral indien ingeademd als poeder maar ook indien opgenomen door het darmkanaal. Acuut irriteert het huid en luchtwegen. In de Colour Index is het het PB 33. 